# Абасалиев, Ага Джебраил Ага Салех оглы
Ага Джебраил Ага Салех оглы Абасалиев (азерб. Ağacəbrayıl Ağasaleh oğlu Abasəliyev; род. 26 июля 1955, Баку) — кеманчист, Народный артист Азербайджана (2015).

## Биография
Родился 26 июля 1955 года в городе Баку, столице Азербайджанской ССР.
Окончил Бакинское музыкальное училище имени Асафа Зейналлы (1974) и Азгосконсерваторию (1979). Учился у Эльмана Бадалова.
С 1972 года — кеманчист мугамного трио в Азербайджанском государственном театре оперы и балета имени М. Ф. Ахундова, с 1975 года — художественный руководитель ансамбля народных инструментов «Сэадэт».
В 1965 году стал лауреатом Республиканского фестиваля среди школьников, а в 1972 году — лауреатом Фестиваля молодёжи и студентов в городе Рудольштадт Германской Демократической Республики. Гастролировал с различными ансамблями, в том числе и со своим, во Франции, США, Германии, Иране, Турции и других странах мира, аккомпанировал Зейнаб Ханларовой, Рубабе Мурадовой, Кулу Аскерову, Арифу Бабаеву, Назакет Мамедову и других. Исполнение Ага Джебраилом Абасалиевым различных мелодий и песен на кеманче было высоко оценено знаменитыми музыкантами, музыковедами и слушателями.
Занимается и педагогической деятельностью. Преподаёт в Азербайджанской национальной консерватории.

## Награды
- Народный артист Азербайджана (2015)
- Заслуженный артист Азербайджана (2006)
- Персональная пенсия Президента Азербайджанской Республики (2016)[1]